# GSC668-1204
GSC668-1204 — хімічно пекулярна зоря спектрального класу B3, що має видиму зоряну величину в смузі V приблизно 13,0.
Вона  розташована на відстані близько 840,6 світлових років від Сонця.

## Пекулярний хімічний вміст
Зоряна атмосфера GSC668-1204 має підвищений вміст 
He
.